# Xã Freeman, Quận Woodruff, Arkansas
Xã Freeman (tiếng Anh: Freeman Township) là một xã thuộc quận Woodruff, tiểu bang Arkansas, Hoa Kỳ. Năm 2010, dân số của xã này là 34 người.